# 泉 (国立市)
泉（いずみ）は、東京都国立市の町名。現行行政地名は泉一丁目から泉五丁目。郵便番号は、186-0012。

## 地理
泉は国立市の南部に位置する。北と東は谷保、青柳および矢川、南は府中市日新町及び四谷、西は日野市石田及び万願寺に隣接する。多摩川に近く、標高も低い。

## 歴史
- 2014年（平成26年）6月21日 - 区画整理・町名地番整理により大字谷保の一部から泉一丁目から五丁目が成立。

## 世帯数と人口
2017年（平成29年）12月1日現在の世帯数と人口は以下の通りである。
| 丁目     | 世帯数    | 人口    |
| -------- | --------- | ------- |
| 泉一丁目 | 81世帯    | 153人   |
| 泉二丁目 | 530世帯   | 1,217人 |
| 泉三丁目 | 260世帯   | 628人   |
| 泉四丁目 | 75世帯    | 177人   |
| 泉五丁目 | 93世帯    | 217人   |
| 計       | 1,039世帯 | 2,392人 |

## 小・中学校の学区
市立小・中学校に通う場合、学区は以下の通りとなる。
| 丁目     | 番地     | 小学校                 | 中学校                 | 備考                                                                                 |
| -------- | -------- | ---------------------- | ---------------------- | ------------------------------------------------------------------------------------ |
| 泉一丁目 | 全域     | 国立市立国立第一小学校 | 国立市立国立第三中学校 |                                                                                      |
| 泉二丁目 | 全域     | 国立市立国立第一小学校 | 国立市立国立第三中学校 |                                                                                      |
| 泉三丁目 | 1～8番地 | 国立市立国立第一小学校 | 国立市立国立第二中学校 | 調整区域。以下の学校と選択が可能。 ・国立市立国立第六小学校 ・国立市立国立第三中学校 |
| 泉三丁目 | その他   | 国立市立国立第六小学校 | 国立市立国立第二中学校 |                                                                                      |
| 泉四丁目 | 全域     | 国立市立国立第一小学校 | 国立市立国立第三中学校 |                                                                                      |
| 泉五丁目 | 全域     | 国立市立国立第一小学校 | 国立市立国立第三中学校 |                                                                                      |

## 交通

### 鉄道
| 近隣の街区の駅           |
| ------------------------ |
| JR南武線 - 矢川駅(JN 24) |

### 道路
- 中央自動車道
  - 国立府中インターチェンジ
- 国道20号（日野バイパス）
- 東京都道20号府中相模原線

## 施設
- 北多摩二号水再生センター